# پارتی (فیلم ۱۳۷۹)
پارتی فیلمی به کارگردانی و نویسندگی سامان مقدم محصول سال ۱۳۷۹ است.

## بازیگران
- هدیه تهرانی
- علی مصفا
- سروش گودرزی
- مهدی خیامی
- سعید بزرگی
- اسماعیل شنگله
- سیدابراهیم بحرالعلومی